# آن‌هاو (تین‌بیئن)
قصبه آن‌هاو (به ویتنامی: Xã An Hảo) یک قصبه در ویتنام است که در تابعیت شهرک تین‌بیئن، در استان آن‌جانگ می‌باشد.